# Thomas Prence (guvernér)
Thomas Prence (kolem 1601, Gloucestershire – 29. března 1673, Plymouth) byl anglický náboženský separatista, puritán, narozený v Gloucestershiru v Anglii. Thomas přijel do Plymouthu na lodi Fortune v listopadu 1621. V roce 1644 se přestěhoval do Easthamu v kolonii Massachusetts Bay, což byla v 17. století anglická osada na východním pobřeží Severní Ameriky, vybudovaná v zátoce Massachusetts. Byla nejsevernější z několika kolonií později reorganizovaných jako provincie Massachusetts Bay. Později se vrátil do Plymouthu, kde se stal na mnoho let prominentní osobou. Byl guvernérem asi dvacet let ve třech obdobích.

## Životopis

### Život v Anglii
Thomas Prence se pravděpodobně narodil v městě Lechlade, v kraji Gloucestershire, někdy kolem roku 1600. Jeho otec se jmenoval Thomas Prince a matka Elizabeth Tolderby. Rodina se přestěhovala do londýnské farnosti spadající k anglikánskému kostelu All Hallows Barking, poblíž Tower Hill, kde Thomasův otec měl dílnu na výrobu kočárů. Thomasův otec ve své závěti z 31. července 1639 píše: „můj syn Thomas Prence nyní v Nové Anglii za mořem“, a odkázal mu „zlatý pečetní prsten (Seale Ringe of Gold)“, což naznačuje, že v rodině mohla být osoba s titulem armiger (latinské slovo armiger doslova znamená „ozbrojenec“, „nosič zbraní“. Ve staré a pozdně středověké Anglii se titulem odkazovalo na průvodce rytíře, s právem nosit vlastní zbraň.) Prenceovi předci se psali „Prince“, ale Thomas po emigraci používal podobu „Prence“. Thomas Prence žil v Ratcliffu, což v té době byla vesnička ve farnosti Stepney, kde pravděpodobně žil, když se rozhodl emigrovat do Nového světa.

### Nová Anglie
Thomas Prence přicestoval do kolonie v Plymouthu na lodi Fortune v listopadu 1621 jako svobodný muž. V roce 1623 při udělování pozemků je Prence jmenován jako „držitel jednoho akru země“.
Plymouthská kolonie byla založena jako společný podnik náboženských separatistů a londýnské společnosti Merchant Adventurers, která financovala velkou část nákladů na cestu a následné založení kolonie výměnou za podíl z očekávaného zisku. V roce 1626 už bylo jasné, že kolonie nebude přinášet očekávaný zisk a obchodní společnost se snažila zbavit dluhů. Prence byl jedním z osmi vůdců kolonie, známých jako „Undertakers“ (Podnikatelé), kteří souhlasili s převzetím všech dluhů kolonie vůči anglickým obchodníkům výměnou za to, že jim ostatní kolonisté nechají monopol na místní obchod s kožešinami. V roce 1633 bylo podle vyměřených daní Prenceovo bohatství takové, že byl jeden mála mužů platících více než jednu libru.
Undertakers založili několik obchodních míst v Nové Anglii. Kupovali od domorodých Indiánů kožešiny a posílali je do Anglie aby splatili své dluhy. Podnikání bylo riskantní z různých důvodů: existovala konkurence od nizozemských a francouzských obchodníků (ti založili obchodní stanici v Pentagoetu, dnešní Castine, Maine), a jejich první zásilka do Anglie, kterou vezla loď Fortune, byla zkonfiskována francouzskou válečnou lodí. Isaac Allerton spojil svůj soukromý obchod s financemi kolonie, zřejmě k své výhodě. V souvislosti s Allertonovými obchody a výdaji na provoz kolonie se vyskytly nesrovnalosti a Allerton musel kolonii opustit. Poté se Undertakers snažili zrušit jeho dohody s londýnskými obchodníky. V roce 1641 bylo dosaženo dohody o zaplacení dluhu 1 200 liber, který se nahromadil za několik let. Jeden z obchodníků dohodu odmítl a trval na zaplacení dlužných 400 liber. Aby se tento problém vyřešil, zavázali se v roce 1645 Undertakers ručit svými pozemky. O několik let později byli nuceni prodat část své půdy, aby vyhověli zástavě; Prence prodal svůj dům, aby zaplatil svůj podíl.
Ekonomika kolonie se změnila po velké migraci kolonistů do nové kolonie Massachusetts Bay Colony, která vznikla v roce 1630. Puritáni přicházející do Bostonu a dalších nových komunit na severu vytvořili poptávku po zemědělské produkci Plymouthu. Do té doby celá úroda primárně sloužila jen pro místní spotřebu. Protože země v Plymouthu nebyla nijak zvlášť úrodná, kolonisté začali osídlovat i další místa s úrodnější půdou. Prence byl součástí této migrace. Spolu se svým tchánem Williamem Brewsterem se přestěhoval v roce 1632 do nedalekého Duxbury.
V roce 1644 byla rodina Prence jednou ze sedmi, která v Easthamu na Cape Cod založila novou kolonii. Oblast Outer Cape (zhruba od Brewsteru do Provincetownu) byla vyhrazena pro Undertakers a Prence se stal jedním z největších vlastníků půdy v této oblasti. Vlastnil půdu v oblasti nynějšího Brewsteru, Harwiche, Wellfleetu a Truro v Massatchuttses. Země tam byla úrodná a město pod jeho vedením prosperovalo. Prence tam žil až do roku 1663, poté se přestěhoval zpět do Plymouthu.

### Guvernér kolonie
| Governéři kolonie Plymouth | Governéři kolonie Plymouth | Governéři kolonie Plymouth |
| Datum                      | Guvernér                   |                            |
| -------------------------- | -------------------------- | -------------------------- |
| 1620                       | John Carver                |                            |
| 1621–1632                  | William Bradford           |                            |
| 1633                       | Edward Winslow             |                            |
| 1634                       | Thomas Prence              |                            |
| 1635                       | William Bradford           |                            |
| 1636                       | Edward Winslow             |                            |
| 1637                       | William Bradford           |                            |
| 1638                       | Thomas Prence              |                            |
| 1639–1643                  | William Bradford           |                            |
| 1644                       | Edward Winslow             |                            |
| 1645–1656                  | William Bradford           |                            |
| 1657–1672                  | Thomas Prence              |                            |
| 1673–1679                  | Josiah Winslow             |                            |
| 1680–1692                  | Thomas Hinckley            |                            |

V roce 1634 byl Prence zvolen guvernérem a po zbytek svého života hrál významnou roli ve správě kolonie a sloužil buď jako guvernér, nebo pracoval guvernérské radě. Občas pracoval jako pokladník kolonie, také jako prezident Council of War (válečná rada), a v dalších funkcích. Poprvé byl zvolen guvernérem když bývalý guvernér William Bradford odmítl kandidovat na úřad a odcházející guvernér Edward Winslow se připravoval na cestu do Anglie. Prence byl znovu zvolen v 1638 poté, co Bradford opět odmítl kandidovat.
Prence se zapojil do sporů kolonie o kontrolu osad na řece Connecticut. Pro obchodování s kožešinami bylo na počátkem roku 1630 v Matianucku, nyní Windsor v Connecticutu, zřízeno obchodní místo. Nizozemští kolonisté ze Spojených nizozemských provincií založili nedlouho předtím vlastní obchodní místo u dnešního Hartfordu a nazvali ji Nové Nizozemí. Mezi koloniemi vznikla obchodní rivalita. Nespokojení kolonisté ze sousední Massachusetts Bay Colony se usadili ve stejné oblasti v roce 1634 a snažili se uniknout tomu, co považovali za drsné zákony guvernéra Massachusetts Bay Colony Johna Winthropa, jehož nazývali „král (John) Winthrop“. Jonathan Brewster, který vedl Matianuck, poskytl pomoc kolonistům z Massachusetts. Vláda v Plymouthu ovšem protestovala, že osadníci okupují půdu, kterou plymouthští získali po právu od Indiánů. Problém zhoršoval konflikt mezi dvěma anglickými provinciemi v Maine týkající se obchodu s kožešinami a dále byla situace komplikována vypuknutím Pequotské války. Prence v roce 1637 sjednal dohodu, která spor vyřešila: většina země byla příchozími z Massachusetts koupena a Plymouth si udržel svá obchodní místa a několik menších území. Prence byl také zapojený do neúspěšného pokusu získat v Massachusetts pomoc při obnovení obchodní pozice v Pentagoetu v Maine.
Podruhé byl Prence guvernérem v roce 1638. Nová Anglie se pak zabývala následky Antinomian Controversy, náboženského sporu, který v sousední kolonii Massachusetts Bay skončil vykázáním několika lidí (zejména Anne Hutchinsonové a Johna Wheelwrighta) a vyvolal významnou debatu také v Plymouthu. Je možné, že Prenceovy tvrdé puritánské názory ovlivnily v tomto roce jeho volbu. Další persona non grata v Massachusetts byl Samuel Gorton. Přijel do Bostonu a protože tam nenalezl náboženské praktiky podle svých představ, usadil se v Plymouthu. Prence proti jeho náboženským praktikám protestoval a z Plymouthu jej vyloučil. Využil k tomu obvinění z porušení zákona proti pronásledování cizinců bez povolení. Dodržování tohoto zákona nebylo do té doby příliš vymáháno.
Během tohoto jeho volebního období předsedal Prence soudnímu řízení závažného trestného činu, vraždy Indiána. Případ se týkal i sousedících jurisdikcí, protože Indián z kmene Narragansett byl napaden na cestě mezi Plymouthem a kmenovým územím. Pachatelé byli zajati Indiány z kmene Narragansett a kmenoví vůdci požadovali u soudu na Rhode Islandu spravedlnost u zakladatele kolonie Rogera Williamse a oběť také žila dost dlouho, aby mohla svědčit. Úřady v Massachusetts Bay byly rovněž informovány, ale doporučily, aby byl případ předán do Plymouthu, protože na jeho území k útoku došlo. Útok spáchali čtyři bílí muži, ale jednomu se podařilo uniknout a nikdy nebyl dopaden. Ostatní tři byli souzeni, usvědčeni a oběšeni. Lidé kmene Narragansett se soudního řízení účastnili a odcházeli spokojeni s tím, že byla vykonána spravedlnost.
Na seznamu z roku 1643 je Thomas Prence uveden mezi plymouthskými mezi muži schopnými nést zbraň.
V roce 1645 byla koloniální radě předložena petice Williama Vassalla požadující náboženskou toleranci. Stejnou petici údajně předložil v roce 1646 v Massachusetts. Petice měla širokou podporu uvnitř kolonie, ale konzervativní vedení, včetně Prence, guvernéra Bradford, a Edwarda Winslowa nesouhlasilo. Koloniální shromáždění chtělo petici schválit, tito tři byli proti a využili parlamentních možností k odmítnutí projednání petice.

### Spojené kolonie
Plymouth byl členem „United Colonies of New England (Spojené kolonie)", organizace vytvořené v roce 1643. Organizace měla za úkol usnadnit společnou obranu většiny anglických kolonií v Nové Anglii (nepuritánský Rhode Island původně členem nebyl, ale připojil se později).
Prence byl jedním z komisařů zastupujících Plymouth na schůzích této organizace. Jako komisař Spojených kolonií pomohl Prence vyjednat hranice mezi Connecticutem a Novým Nizozemím v Hartfordské smlouvě z roku 1650 (Treaty of Hartford). Nizozemské požadavky na území u řeky Connecticut rostly. Důvodem byly obavy Nizozemců z rychlého růstu anglických kolonií a obě strany se snažily vyhnout vojenskému konfliktu. V Hartfordu se setkala komise Spojených kolonií s nizozemským generálním guvernérem Peterem Stuyvesantem a účastníci vytyčili formální hranici, kterou anglické kolonie v podstatě potvrdily a co je i nyní hranicí mezi státem Connecticut a ostrovem Long Islandem.
V roce 1658 byl Prence jmenován do komise, která řešila hraniční spor mezi státy Massachusetts a Connecticut. Spor se týkal území, které se stalo kořistí kolonistů po Pequotské válce. Komise rozhodla, že hranici bude tvořit řeka Mystic, území na západ od řeky bude patřit Connecticutu, na východ pak Massachusetts.
Poté, co guvernér Bradford v roce 1657 zemřel, stal se Prence nejdůležitější osobou v Plymouthu a jednomyslně vyhrál volby do funkce guvernéra. Guvernérem byl až do své smrti v roce 1673. Jeho jednání ve funkci guvernéra bylo popisováno jako přátelské v neformálních situacích, ale když předsedal koloniálnímu soudu, byl přísný a autoritářský.

### Soužití s kvakery
V roce 1656, krátce předtím než se stal guvernérem, přišlo do Nové Anglie značné množství kvakerů. Konzervativní vůdci puritánských kolonií byli znepokojeni jejich náboženskými názory, které pokládali za heretické. Massachusetts vydal výzvu ke Spojeným koloniím ke společnému postupu proti těmto lidem. Skončilo to oběšením čtyř kvakerů pro opakované porušení vyhnanství.
Záležitost kvakerů projednával soud v Plymouthu krátce poté, co Prence nastoupil v roce 1657 do úřadu. V červnu toho roku byla přijata řada zákonů navrhující trestat tyto osoby nebo je poslat do vyhnanství. Kvakeři se odmítli vzdát svého náboženství a složit přísahu věrnosti králi. Takovým osobám zákon uděloval trest pokuty 5 liber nebo bičování. Lodím, které přivezou kvakery do kolonie, bude účtováno 20 šilinků denně. Pokud migranti zůstanou na svém přesvědčení bude hlasováno o jejich vyloučení z kolonie. kvakeři byli vyháněni a tresty za opakované porušení zákazu pobytu v kolonii se zvyšovaly. Lidé, kteří jim poskytli útočiště ve svých domovech byli rovněž trestáni a pokutováni. Plymouth stejně jako Massachusetts, nakonec vynesl i trest smrti za nepovolený návrat Kvakerů z vyhnanství, ale zákon nebyl nikdy uplatněn. V zacházení s kvakery nebyl Plymouth nejdrsnější puritánskou kolonií ale ani nejvstřícnější. Prence je často charakterizován jako méně tolerantní než guvernér Bradford, ovšem Bradford nikdy nemusel čelit hrozbě takového druhu, jakou představovali kvakeři. Historik Eugene Aubrey Stratton psal, že Bradford by možná opatření přijatá Prencem schválil.
Zákony přijaté v Plymouthu se ukázaly jako neúčinné opatření při udržování kvakerů mimo kolonii a i někteří soudci s těmto zákony příliš nesouhlasili. Humphrey Norton, zatčený za návrat po vyhoštění, útočil na Prence během soudního procesu, nazval jej „zlomyslným mužem“ a řekl: „Ty jsi jako ukřičená žena a tvůj křivý jazyk nepovažuji za víc než prach pod mýma nohama.“ James Cudworth, kolonista a komisař Spojených kolonií odmítl podepsat protestní dopis adresovaný Rhode Islandu (který toleroval přítomnost Kvakerů) a stal se otevřeným oponentem takto tvrdé politiky. Nakonec byl z vyloučen a zbaven moci.
V některých komunitách, zejména v Barnstable a Duxbury, byl odpor vůči Prenceově zacházení s kvakery poměrně rozšířený. V jiných městech byl problém považován za tak závažný, že kolonie vytvořila zvláštní výbor, jehož úkolem bylo prozkoumat záležitost a kvakery pozatýkat.
Kolem 22. prosince 1657 poslali William Collier a kapitán Josiah Winslow na shromáždění kvakerů v domě Arthura Howlanda v Marshfieldu konstábla aby zatkli jejich vůdce. Ale jak hlásil Philips, nemohl Huchina zatknout, protože v zatčení mu bránil Howland chránící vůdce. Jeho přímá citace, podle autora Eugene Strattona, byla:„raději bych měl buď meč nebo střelu vé svém břiše.“ Ironií je, že i přes Prenceovu nechuť ke kvakerům se Arthur Howland během deseti let oženil s dcerou Thomase Prence, s Elizabeth.
V roce 1660 se kolonie smířila s kvakery, nechávala je žít v kolonii a většina zákonů se v roce 1661 přestala uplatňovat. Kvakeři byli tolerováni, pokud nenarušovali bohoslužby a byla jim odepřena jakákoli možnost hlasování nebo jiné účasti na občanských záležitostech. Rovněž bylo vyžadováno aby všichni členové komunity platili daně na podporu místního (puritánského) kostela.

### Další události
V roce 1661 Prence předsedal soudu během prvního čarodějnického procesu v Plymouthu. Situaci vyřešil rozumným způsobem.
V roce 1665 bylo Prenceovi soudem uloženo platit 50 liber během jeho guvernérského období za užívání domu, který mu poskytl PLymouth pro jeho obchod. V roce 1668 mu soud na jeho žádost tento dům prodal za 150 liber.
Dne 2. dubna 1667 se v Plymouthu sešel Council of War, válečná rada. Jednalo se o přípravách na možnou válku s Nizozemskem a Francií. Rada se skládala z guvernéra Prence, Johna Aldena (přijel na lodi Mayflower), majora Josiaha Winslowa (syn Edwarda Winslowa), kapitánů Thomase Southwortha a Williama Bradforda (syna zesnulého guvernéra) a dalších významných osobností. Rada rozhodla, že každý armádou pověřený důstojník vytvoří komisi navrhující provize pro všechny důstojnické hodnosti. Města byla vyzvána držet vojenské hlídky, poplach bude vyhlášen třemi výstřely z muškety. Města musí zkontrolovat zbraně a munice, zda jsou ve stavu pohotovosti. Vytvořit plán na evakuaci žen a dětí. Opatření byla hlavně zaměřena na Nizozemsko a Francii, ale horšily se i vztahy s Indiány, zvláště v souvislosti s válkou krále Filipa v roce 1675.
Prence byl ve svých jednáních s Indiány spravedlivý a humánní. Misionář Thomas Mayhew ho označil za „jemného a laskavého“ a během svého působení ve funkci guvernéra souhlasil Prence se sedmiletým embargem na prodej indiánské půdy. Tato politika se změnila brzy po jeho smrti v roce 1673. Jeho nástupce, Josiah Winslow, syn Edwarda Winslowa a jeho nevlastní bratři, (také cestující z lodi Mayflower), Resolved a Peregrine White, nebyli žádní přátelé Indiánů. Winslow se stal vůdcem těch, kdo podporovali politiku oportunismu vůči Indiánům. Winslow byl jedním z nejvíce agresivních a nemorálních obchodníků v Plymouthu. Pomocí právních manipulací odstranil Indiány ze svého území tak levně a efektivně, jak jen to bylo možné.

### Rodina
Thomas Prence se oženil čtyřikrát. Jeho první manželka byla Patience, dcera Williama Brewstera, se kterou se oženil 5. srpna 1624. Měli spolu čtyři děti, než v roce 1634 zemřela na „mor s horečkou“. Děti se jmenovaly Rebecca, Thomas, Hannah a Mercy.
Jeho druhá žena byla Mary Collier, dcera Williama Colliera. Vzali se 1. dubna 1635. Měli nejméně dvě děti než Mary kolem roku 1644 zemřela. Jmenovaly se Jane a Mary.
Jeho třetí manželkou byla Apphia (Quicke) Freeman, se kterou se oženil někdy mezi lety 1644 a 1660. Měli spolu dceru Judith Prence narozenou v květnu 1645, AGBI.
Po roce 1660 (1662 nebo 1668), se Prence oženil počtvrté a naposled. Jeho manželkou byla Marie, vdova po Thomase Howesovi. Měl další tři děti, Judith, Elizabeth a Sarah, ale není jisté, která žena byla matkou.

## Odkaz a smrt
Prenceova závěť byla datována 13. března 1672/73, ověřena 5. června 1673. Jmenuje v ní manželku Mary, sedm přežívajících dcer, Jane, manželku Marka Snowa; Mary Tracy; Sarah Howes; Elizabeth Howland; Judith Barker; Hannah; a Mercy; vnuka Theophiluse Mayo; vnučku Susanna Prence, dceru zesnulého syna Thomase; tchána Johna Freemana; Lydii Sturtevant; a bratra Thomase Clarka. Zmínka v jeho závěti o zesnulém Thomasovi, synovi dcery Susanna Prence naznačuje, že zemřel bez přežívajícího dědice v mužské linii. Prence zemřel jako bohatý muž. Zanechal osobní majetek přesahující 400 liber a jedenáct pozemků, každý o výměře nejméně 200 akrů.
Thomas Prence zemřel 29. března 1673. Je pohřben na Burial Hill, historickém hřbitově v Plymouthu v Massachusetts, kde je pohřbeno mnoho dalších Otců poutníků.

### Poznámka
1. ↑  Samuel Gorton (1593–1677) byl raným osadníkem a občanským vůdcem kolonie Rhode Island a Providence Plantations a prezidentem měst Providence a Warwick. Měl silné náboženské přesvědčení lišící se od puritánské teologie. Stal se vůdcem malé sekty konvertitů známých jako gortonisté nebo gortonité. Měl proto často problémy s civilními a církevními úřady v koloniích Nové Anglie. Byl to člověk s velkým vzděláním a velkou intelektuální šíři a vášnivě věřil v Boha, krále a jednotlivce, a tvrdě kritizoval soudce a služebníky, kteří zastávali pozice, které považoval za bezvýznamné. V tomto článku byl použit překlad textu z článku Samuel Gorton na anglické Wikipedii.